# 韋斯特菲爾德鎮區 (伊利諾伊州克拉克縣)
韋斯特菲爾德鎮區（英語：Westfield Township）是位於美國伊利諾伊州克拉克縣的一個行政鎮區。

## 地方資料
根據2010年美國人口普查的數據，韋斯特菲爾德鎮區的面積為46.10平方千米，當中陸地面積為46.07平方千米，而水域面積為0.03平方千米。當地共有人口693人，而人口密度為每平方千米15.03人。